# Энтж, Франсуа
Франсуа Энтж (люкс. François Hentges; 1 июня 1885, Боннвуа, Люксембург (город), Люксембург — 1 апреля 1968, Люксембург (город), Люксембург) — люксембургский гимнаст, участник летних Олимпийских игр 1912 года (4-е место в основном командном первенстве, 5-е место в командном первенстве по произвольной системе и 23-е место в личном первенстве). Первый в истории чемпион мира на параллельных брусьях (1903 год). Брат гимнаста Пьера Энтжа.